# Erich Fromm
Erich Seligmann Fromm (Fráncfort del Meno, Hesse, Alemania, 23 de marzo de 1900-Muralto, Cantón del Tesino, Suiza, 18 de marzo de 1980) fue un destacado psicoanalista, psicólogo social y filósofo humanista de origen judío alemán. Durante una parte de su trayectoria se posicionó políticamente defendiendo la variante marxista del socialismo democrático.
Miembro del Instituto de Investigación Social de la Universidad de Fráncfort, Fromm participó activamente en la primera fase de las investigaciones interdisciplinarias de la Escuela de Fráncfort, hasta que a fines de los años 40 rompió con ellos debido a la heterodoxa interpretación de la teoría freudiana que desarrolló dicha escuela, la cual intentó sintetizar en una sola disciplina el psicoanálisis y los postulados del marxismo (freudomarxismo). Fue uno de los principales renovadores de la teoría y práctica psicoanalítica a mediados del siglo XX.

## Biografía
Erich Fromm se crio en Fráncfort del Meno, en el seno de una familia judía que seguía estrictamente los preceptos de la religión de esa cultura: muchos de sus miembros fueron rabinos. El propio Erich Fromm también quiso inicialmente seguir ese camino de vida. Sin embargo, estudió primeramente derecho en Fráncfort, luego se trasladó a Heidelberg para estudiar sociología, donde hizo su doctorado en 1922 bajo la asesoría de Alfred Weber, acerca de la ley judía. Hasta 1925 asistía a clases de Talmud con Salman Baruch Rabinkow. En 1926 contrajo matrimonio con la psicoanalista Frieda Reichmann. A fines de la década de 1920 Fromm comenzó su formación como psicoanalista en el Instituto Psicoanalítico de Berlín con un discípulo de Freud que no era médico: el jurista Hanns Sachs. En ese tiempo, él y su esposa abandonaron la vida religiosa ortodoxa judía. Desde 1929, Fromm ejerció como psicoanalista "lego" (los por aquel entonces llamados Laienpsychanalitiker, término alemán para referirse a los no médicos) en Berlín. En esta época comenzó su interés y estudio por las teorías de Marx. En 1930 fue invitado por Max Horkheimer a dirigir el Departamento de Psicología del recientemente creado Instituto de Investigación Social (Institut für Sozialforschung).
En 1931 se divorció de Reichmann, con quien mantuvo una estrecha amistad de por vida. El 25 de mayo de 1934, tras la toma del poder por el partido Nazi, emigró junto con otros miembros del instituto a los Estados Unidos. Las divergencias intelectuales con otros miembros de la institución, especialmente Herbert Marcuse y Theodor Adorno, llevaron a su desvinculación del mismo en 1939.
Durante los años 40 Fromm desarrolló una importante labor editorial, pues publicó varios libros luego considerados clásicos sobre las tendencias autoritarias de la sociedad contemporánea y se desvió marcadamente de la teoría original freudiana. En 1943 fue uno de los miembros fundadores de la filial neoyorquina de la Escuela de Psiquiatría de Washington, tras lo cual colaboró con el Instituto William Alanson White de Psiquiatría, Psicoanálisis y Psicología. En 1944 contrajo matrimonio por segunda vez con Henny Gurland, una inmigrante judeoalemana viuda de un colega suyo. En 1950, la pareja se trasladó a México, donde Gurland falleció en 1952. Fromm permaneció en el país más de dos décadas, alternando su residencia entre la Ciudad de México y Cuernavaca. Durante ese periodo impartió clases en la Universidad Nacional Autónoma de México, donde fundó la sección de psicoanálisis de la Facultad de Medicina. En 1963 fue nombrado fundador honorario y director vitalicio del Instituto Mexicano de Psicoanálisis, una institución independiente con orientación humanista vinculada a su labor formativa en el país.
El 18 de diciembre de 1953 volvió a contraer matrimonio con Annis Glove Freeman. Desde mediados de la década estuvo fuertemente involucrado con los movimientos pacifistas norteamericanos, y fue un destacado oponente de la guerra de Vietnam. Se alejó de todo apoyo al socialismo real, sobre todo del modelo totalitario del Estado soviético, al mismo tiempo que criticó la sociedad capitalista. Esto, junto con sus perspectivas sobre la libertad personal y el desarrollo de una cultura libre, hace que con alguna frecuencia se lo asocie con la línea anarquista. Sin embargo, desde otro lado, en ciertas polémicas de la Escuela de Fráncfort fue criticado como «revisionista» o incluso «socialdemócrata», calificativo con connotación peyorativa en ese contexto. Al posicionarse a sí mismo —por ejemplo en Más allá de las cadenas de la ilusión (1962)— reconocía la influencia clave de Marx y de Freud en su pensamiento, a la vez que se declaraba partidario de un socialismo humanista y democrático. Otro filósofo que tuvo influencia en su pensamiento es Daisetsu Teitaro Suzuki, con quien entró en contacto en un  histórico seminario organizado en 1957 por el Departamento de Psicoanálisis de la Escuela de Medicina de la UNAM y con quien publicó en conjunto el libro Zen Buddism & Psychoanalysis (1960)
Entre 1957 y 1961 Fromm compaginó su actividad en la UNAM con una cátedra en la Universidad Estatal de Míchigan. En 1965 se retiró; tras unos años de viaje, en 1974 se instaló en Muralto, en Suiza. Murió en su hogar cinco días antes de su octogésimo cumpleaños.

## El pensamiento de Fromm

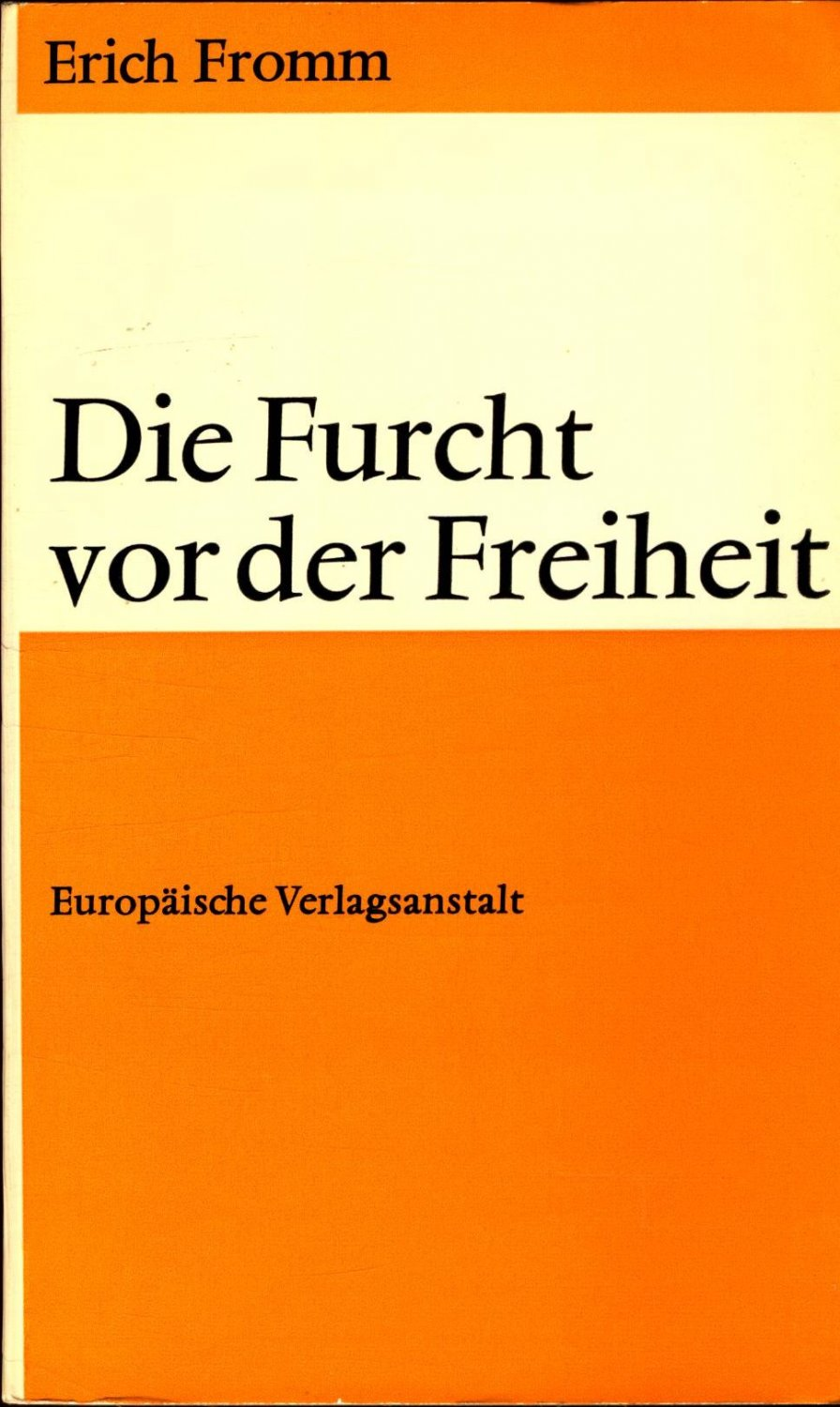
El miedo a la libertad, versión en alemán.

Podemos entender su pensamiento por medio de sus obras, de las cuales destacan tres medulares libros. El primero es El miedo a la libertad, el segundo El arte de amar y el tercero es El corazón del hombre. En ellos se manifiesta inconforme con su pertenencia a una “escuela” nueva de psicoanálisis, para concluir diciendo que él propone una estructura filosófica de referencia diferente, la del humanismo dialéctico. 
Otras obras como: Ética y psicoanálisis y Psicoanálisis de la sociedad contemporánea presentan también una continuidad en lo que atañe al pensamiento psicológico de Erich Fromm, además de que en esta última funda lo que él llama el psicoanálisis humanista.

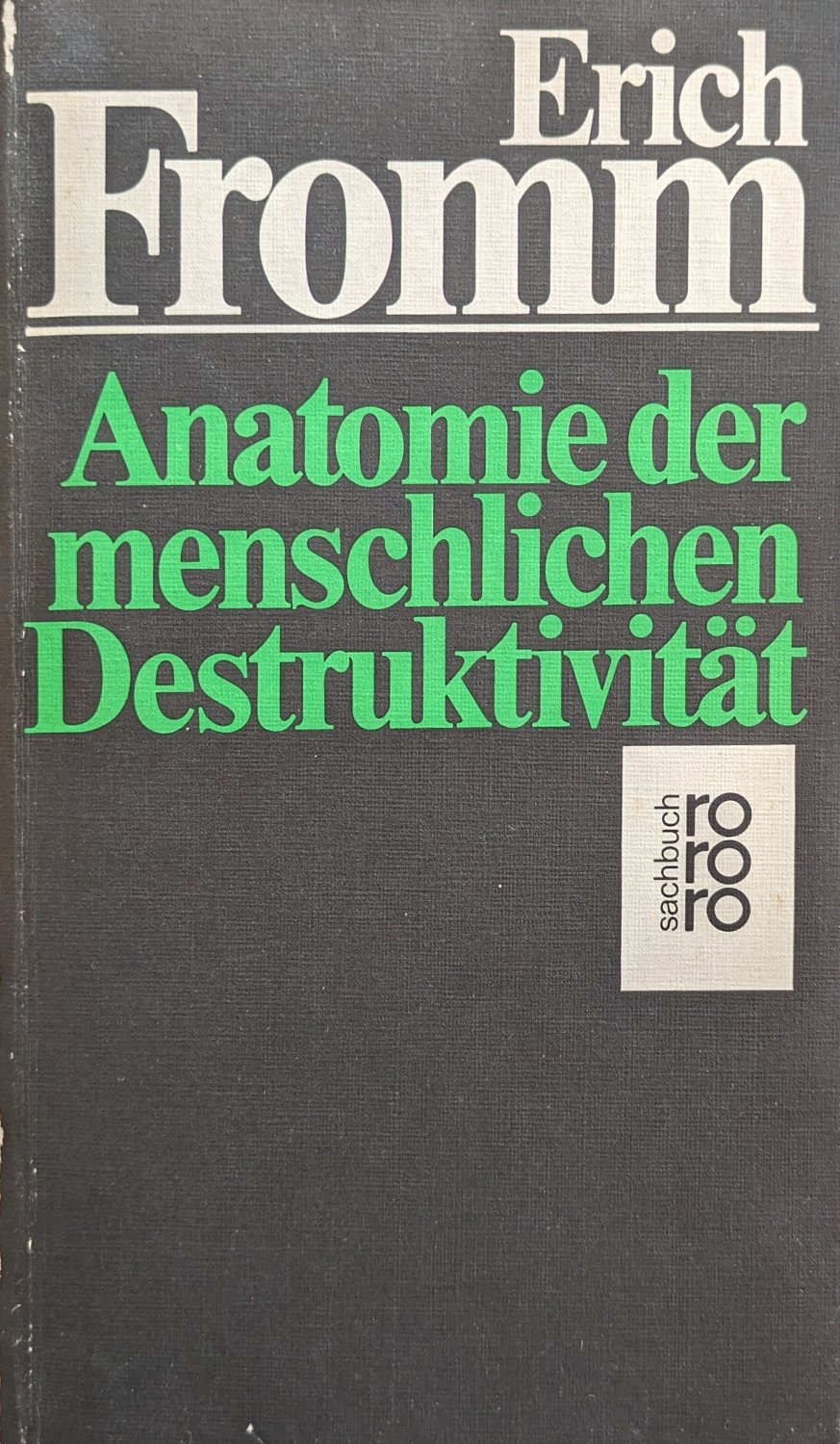
Anatomía de la destructividad humana, versión en alemán.

En el libro El corazón del hombre, el pensador distingue entre, la biofilia, que es el amor a la vida, y la necrofilia como la tendencia a valorar la muerte sobre la importancia de la vida (ambos conceptos también son abordados en el texto Anatomía de la destructividad humana, libro que publica poco antes de morir).
El autor menciona en el prefacio que en este libro se recogen ideas expuestas en obras anteriores: por ejemplo, del texto El miedo a la libertad, que trata el problema de la libertad y el sadismo, retomó el masoquismo, así como el concepto del instinto destructor, trabajo que desde la experiencia clínica y la especulación teórica, le permitió concebir de mejor manera la libertad, así como diferentes tipos de agresión y de instinto destructor. 
En esta obra, la cuestión del amor tiene como eje la enunciación y caracterización de dos síndromes, el de crecimiento (amor a la vida, a la independencia y la superación del narcisismo) y el de decadencia (amor a la muerte, a la simbiosis incestuosa y al narcisismo maligno). En un libro posterior "El arte de amar", Fromm por otra parte analiza la capacidad de amar del ser humano. En este mismo aspecto, en el libro ¿Tener o ser?, el amor lo menciona como una abstracción y lo que existe en realidad es el acto de amar y amar es una actividad productiva y "rendirse" al amor simplemente significa pasividad.
Para Fromm, que vivió en plena Guerra Fría, esta es el reflejo del síndrome de decadencia, pues a pesar del enorme riesgo de muerte, prevalece el odio inspirado en un narcisismo maligno, suicida; se impone entre los gobiernos de las superpotencias.
A Fromm le interesa la visión de Thomas Hobbes, en el sentido de que el hombre es un lobo para el hombre, pero al mismo tiempo destaca la inclinación humana al autosacrificio. Se pregunta respecto de esta condición dual si es el hombre lobo o cordero de sí mismo. En busca de una respuesta recurre al Nuevo Testamento para concluir finalmente que este libro refleja tanto una condición como la otra, y concluye que el individuo es a la par lobo y cordero.

Sin embargo, no todos los hombres han desarrollado de la misma manera ambas condiciones, pues en la inmensa mayoría predomina el cordero, en tanto una minoría es dominada por la condición de lobo, pero esta minoría ha sabido exaltar la condición de lobo que existe en la inmensa mayoría, y cito:
Pero si la mayor parte de los hombres fueron corderos ¿Por qué la vida del hombre es tan diferente de la del cordero? Su historia se escribió con sangre; es una historia de violencia constante, en la que la fuerza se usó casi invariablemente para doblegar su voluntad. ¿Exterminó Talaat Pachá por sí solo millones de armenios? ¿Exterminó Hitler por sí solo a millones de judíos? ¿Exterminó Stalin por sí solo a millones de enemigos políticos? Esos hombres no estaban solos, contaban con miles de hombres que mataban por ellos y que lo hacían no solo voluntariamente, sino con placer.
Fromm concluye que “El hombre ordinario con poder extraordinario es el principal peligro para la humanidad y no el malvado o el sádico”, lo cual se puede concretizar cuando se combinan en él las tres orientaciones que forman el síndrome de decadencia y que “mueve al hombre a destruir por el gusto a la destrucción y a odiar por el gusto de odiar.”
En contraposición, describe el síndrome de crecimiento: “desde el amor a la vida (biofilia) al hombre (lo opuesto al narcisismo) y a la independencia (dejando de lado la fijación simbiótico-incestuosa).
Desde luego que una mentalidad tan rica y creativa como la de Erich Fromm que vivió intensamente su tiempo, que abrazó un marxismo alejado del totalitarismo imperante y que rechazó un capitalismo feroz, que además fue un educador, un literato de gran atractivo pues sus libros son de fácil lectura y que combinaba tanto su experiencia clínica con su meditación filosófica, produjo un rico pensamiento dotado de muchas aristas expuestas a lo largo de más de veinte libros que es imposible encasillar en un capítulo como el de este artículo. Sin embargo, el barrunto anterior es el centro que permanece reiterado tanto en sus libros previsores de la sociedad como en el juicio a los grandes personajes de nuestra historia.
Son de importancia trascendental sus estudios acerca de la relación que existe entre los sistemas políticos totalitarios y las religiones monoteístas. Según Fromm, las religiones monoteístas educan a los individuos en la obediencia ciega a una autoridad superior, que pone las normas por encima de cualquier razón o discusión. Así, el individuo queda reducido a un mero servidor de un dios todopoderoso. Esta mentalidad masoquista, adquirida desde la infancia, sería la base psicológica que ha hecho que muchos hombres sigan ciegamente a dictadores como Hitler. Es interesante percatarse de la gran similitud que tienen estas ideas de Fromm acerca del monoteísmo con las de otro gran pensador: Joseph Campbell. Poco antes de morir, Fromm publicó un libro que supuso un paso adelante en su pensamiento: Anatomía de la destructividad humana. En este escrito planteó la idea de que el hombre se decanta en su vida entre dos fuerzas: la biofilia y la necrofilia. La primera es la fuerza que impulsa al ser humano a amar la vida y a crear. La necrofilia surge cuando el hombre se decanta por el egoísmo, y conlleva la soberbia, la avaricia, la violencia, el ansia de destruir y el odio a la vida. Es de destacar el magnífico estudio que Fromm hizo, en este libro, acerca de la personalidad de Hitler basándose en esta teoría de la biofilia-necrofilia.
Al igual que lo anterior, Fromm fue un firme defensor de los derechos de la mujer, por eso se mostró siempre entusiasmado por las obras de Bachofen, así lo expresó: “La comprensión plena de esta ideología patriarcal exigiría un análisis más detallado. Baste decir que las mujeres constituyen una clase dominada y explotada por los hombres en todas las sociedades patriarcales; como todos los grupos explotadores, los hombres dominantes deben producir ideologías a fin de explicar su dominación como natural, y por lo tanto necesaria y justificada. Las mujeres, como la mayoría de las clases dominadas, han aceptado la ideología masculina,  aunque en privado sustentaban sus propias ideas contrarias. Parece que la liberación de la mujer comenzó en el siglo XX, y que va acompañada por un debilitamiento del sistema patriarcal en la sociedad industrial, aunque ni siquiera hoy existe en país alguno una igualdad total, de facto, de las mujeres”. 
El tema de la dominación de la mujer era una de las cuestiones de principal preocupación para Fromm por eso su rescate de Bachofen y por eso afirmaba: “El dominio de los hombres sobre las mujeres es el primer acto de conquista, y el primer uso explotador de la fuerza…”

### La naturaleza del hombre
Un concepto que el escritor resalta es el de la  enajenación (cosificación también es empleado como sinónimo), siendo esta un estado de dependencia hacia una actividad, objeto o ideología que no le es propio al ser humano por naturaleza. Existen por otra parte, cualidades intrínsecas del ser humano (como que es un ser social), pero las funciones, gustos o tareas que este adopta dentro de su entorno o sociedad, le son impropias o ajenas. 

Es por ello, que la finalidad del hombre es el ser libre. En este sentido, desde la perspectiva de Ramón Xirau, la concepción del hombre es un ser que se hace a sí mismo, ser que es perfectible (aunque también auto-destructible). En cuestión del amor, no se trata un amor romántico, sino que implica miramiento entre las personas, lleva consigo respeto hacia como es la otra persona. El hombre de Fromm en palabras de Xirau:
es, ante todo, un ser que debe llevar a sus últimas consecuencias positivas el amor, la vocación de vida, un razón humilde, la creatividad, y esto a pesar de todos los pesares de estos tiempos nuestros de penuria. 
El humanismo por su parte:
... es justamente la posibilidad de realizar esta creatividad, esta humilde razón, esta biofilia, esta razón de amor que implica a la vez tolerancia, productividad y respeto.

### La condición humana actual
Erich Fromm afirma, en su obra El corazón del hombre, que el ser humano actual se caracteriza por su pasividad y se identifica con los valores del mercado porque el hombre se ha transformado a sí mismo en un bien de consumo y siente su vida como un capital que debe invertirse provechosamente. El hombre se ha convertido en un consumidor eterno, y el mundo para él no es más que un objeto para calmar su apetito.
Según el autor, en la sociedad actual el éxito y el fracaso se basan en el saber invertir la vida. El valor humano se ha limitado a lo material, en el precio que pueda obtener por sus servicios y no en lo espiritual (cualidades de amor, ni su razón, ni su capacidad artística). La autoestima en el ser humano depende de factores externos y de sentirse triunfador con respecto al juicio de los demás. De ahí que vive pendiente de los otros, y que su seguridad reside en la conformidad; en no apartarse del rebaño. El individuo debe estar de acuerdo con la sociedad, ir por el mismo camino y no apartarse de la opinión o de lo establecido por esta.
Para que la sociedad de consumo funcione bien, necesita una clase de individuos que cooperen dócilmente en grupos numerosos que quieren consumir más y más, cuyos gustos estén estandarizados y que puedan ser fácilmente influidos y anticipados. Este tipo de sociedad necesita miembros que se sientan libres o independientes, que no estén sometidos a ninguna autoridad o principio o conciencia moral y que, no obstante, estén dispuestos a ser mandados, a hacer lo previsto, a encajar sin roces en la máquina social. Los hombres actuales son guiados sin fuerza, conducidos sin líderes, impulsados sin ninguna meta, salvo la de continuar en movimiento, de avanzar. Esta clase de individuo es el autómata, persona que se deja dirigir por otra.
El humano debe trabajar para satisfacer sus deseos, los cuales son constantemente estimulados y dirigidos por la maquinaria económica. El sujeto automatizado se enfrenta a una situación peligrosa, ya que su razón se deteriora y decrece su inteligencia; adquiere la fuerza material más poderosa sin la sabiduría para emplearla.
El peligro que el autor ve en el futuro del humano es que estos se conviertan en robots. Verdad es que los robots no se rebelan. Pero, dada la naturaleza del ser humano, los robots no pueden vivir y mantenerse cuerdos. Entonces buscarán destruir el mundo y destruirse a sí mismos, pues ya no serán capaces de soportar el tedio de una vida falta de sentido y carente por completo de objetivos.
Para superar ese peligro, el autor dice que se debe vencer la enajenación, debe vencer las actitudes pasivas y orientadas mercantilmente que ahora lo dominan y elegir en cambio una senda madura y productiva. Debe volver a adquirir el sentimiento de ser él mismo y retomar el valor de su vida interior.
Giuseppe Amara Pace, discípulo de Fromm, externó en una entrevista para la revista Proceso que, para Erich Fromm, la revolución no consistía en balas y armas sino en un cambio de ideas, emancipación y solidaridad. Esta es la revolución que contribuiría en cambiar a México, según este autor.

## Obra
- El miedo a la libertad (1941)
- Ética y psicoanálisis (1947)
- Erich Fromm: una escuela de vida
- El lenguaje olvidado (1951)
- Las cadenas de la ilusión: una autobiografía intelectual
- El amor a la vida
- El arte de amar (1956)[15]
- La vida auténtica
- El arte de escuchar
- Marx y su concepto del hombre (1959)
- La misión de Sigmund Freud: su personalidad e influencia (1959)
- Budismo zen y psicoanálisis (1960), escrito en colaboración con D. Suzuki y R. de Martino.
- El dogma de Cristo
- El humanismo como utopía real
- ¿Podrá sobrevivir el hombre? (1961)
- Espíritu y sociedad
- Ética y política
- La atracción de la vida
- La condición humana actual
- La crisis del psicoanálisis
- La patología de la normalidad
- Lo inconsciente social
- Sobre la desobediencia
- Y seréis como dioses
- El corazón del hombre: su potencia para el bien y para el mal
- Anatomía de la destructividad humana (1975)
- Grandeza y limitaciones del pensamiento de Freud
- La revolución de la esperanza: hacia una tecnología humanizada
- ¿Tener o ser? (1976)
- La sociedad industrial contemporánea
- Psicoanálisis de la sociedad contemporánea: hacia una sociedad sana
- Sociopsicoanálisis del campesino mexicano: estudio de la economía y la psicología de una comunidad rural
- Psicoanálisis y religión

### Sobre Erich Fromm
- De Rodrigo, Enrique (2015). Neoliberalismo y otras patologías de la normalidad. Conversando nuestro tiempo con Erich Fromm. Madrid: Editorial Penbooks. ISBN 978-84-608-1648-5.
- Friedmann, Lawrence (2017). Los rostros de Erich Fromm. Una biografía. México: Fondo de Cultura Económica. ISBN 978-607-16-3718-5.
- Funk, Rainer (2011). Recordando a Erich Fromm. Testimonios de sus alumnos sobre el hombre y el terapeuta. Barcelona: Ediciones Paidós. ISBN 978-84-493-2529-8.
- – (2009). Erich Fromm. Una escuela de vida. Barcelona: Ediciones Paidós. ISBN 978-84-493-2230-3.
- – (1999). Erich Fromm. El amor a la vida. Una biografía ilustrada. Barcelona: Ediciones Paidós. ISBN 978-84-493-0783-6.

### Otras ediciones
- Obreros y empleados en vísperas del tercer Reich. Un análisis psicológico-social. Fondo de Cultura Económica. 2012. ISBN 9789505579150.
- Marx y su concepto del hombre. Karl Marx: manuscritos económicos-filosóficos. Fondo de Cultura Económica. 2011. ISBN 9789681601881.
- Psicoanálisis de la sociedad contemporánea: hacia una sociedad sana. Fondo de Cultura Económica. 2011. ISBN 9789681608521.
- ¿Tener o ser?. Fondo de Cultura Económica. ISBN 978-968-16-0171-3.
- Fromm, Erich & Suzuki, D.T. Budismo zen y psicoanálisis. Fondo de Cultura Económica. ISBN 978-968-16-0624-4.
- El corazón del hombre: su potencia para el bien y para el mal. Fondo de Cultura Económica. ISBN 968-16-1575-1 / ISBN 978-968-16-0334-2.
- Ética y psicoanálisis. Fondo de Cultura Económica. ISBN 968-16-0326-5 /ISBN 978-968-16-0325-0.
- La misión de Sigmund Freud: su personalidad e influencia. Fondo de Cultura Económica. ISBN 968-16-0127-0.
- La revolución de la esperanza: hacia una tecnología humanizada. Fondo de Cultura Económica. ISBN 978-968-16-0582-7 / ISBN 978-84-375-0193-2.
- Fromm, Erich & Maccoby, Michael. Sociopsicoanálisis del campesino mexicano: estudio de la economía y la psicología de una comunidad rural. Fondo de Cultura Económica. ISBN 968-16-0338-9.
- Anatomía de la destructividad humana. Ediciones Siglo XXI. ISBN 978-84-323-0202-2.
- Grandezas y limitaciones del pensamiento de Freud. Ediciones Siglo XXI. ISBN 978-968-23-1579-4.
- La sociedad industrial contemporánea. Ediciones Siglo XXI. ISBN 978-968-23-0207-7.